# Rudolf von Franz
Rudolf Freiherr von Franz (* 28. Januar 1842 in Wien; † 20. März 1909 ebenda) war ein österreichischer Jurist.

## Biografie
Rudolf Franz war ein Sohn des evangelisch-reformierten Superintendenten Gottfried Franz. Er studierte Rechtswissenschaften an der Universität Wien und konnte dieses erfolgreich 1868 mit einer Promotion zum „Dr. iur.“ abschließen. Bereits ab 1865 war er an der Finanzprokuratur Niederösterreichs beschäftigt.

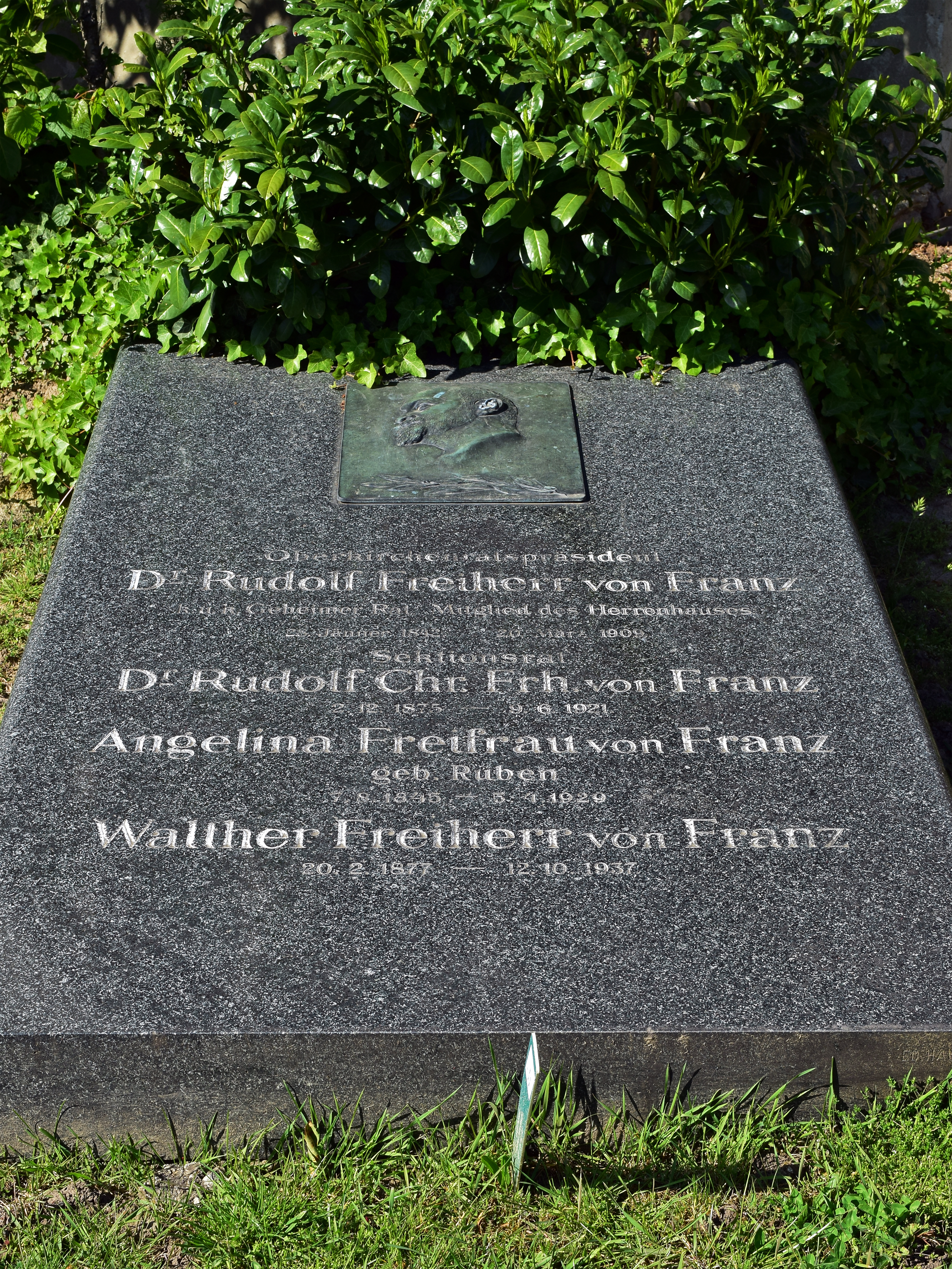
Grab von Rudolf von Franz

1870 wechselte Franz in die Verwaltung des Ministeriums für Kultur und Unterricht und hatte dieses Amt bis 1884 inne. In diesem Jahr wählte man ihn zum Präsidenten des Evangelischen Oberkirchenrats und als solcher war er maßgeblich an der Entstehung der gemeinsamen Kirchenverfassung beider evangelischer Kirchen beteiligt.
1887 wurde er zum Mitglied des Herrenhauses berufen und zwei Jahre später wurde er zum Sektionschef befördert. 1903 wurde ihm der Titel Geheimer Rat verliehen, 1909 wurde er als Freiherr in den Adelsstand erhoben. Sieben Wochen nach seinem 67. Geburtstag starb Franz am 20. März 1909 in Wien und fand dort auch seine letzte Ruhestätte.